# 乙型肝炎e抗原

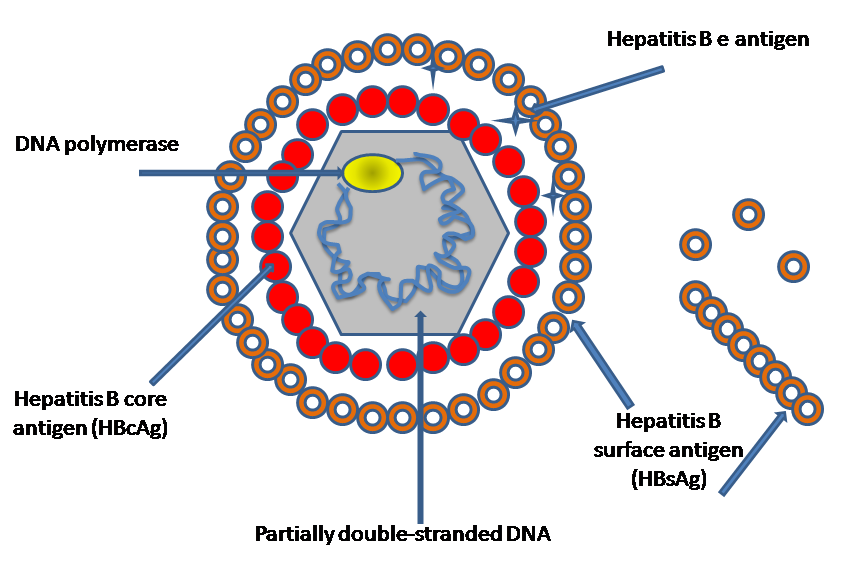
乙肝病毒（HBV）简化結構示意圖。其中e抗原的标识为黑色十字星形颗粒（HBeAg）。

乙肝病毒（HBV）的基因组，其中粉色部分（ORF Core）编码核心抗原，但如果与Pre C段共同翻译，则可产生e抗原。

乙型肝炎e抗原（英語：Hepatitis B e antigen），简称乙肝e抗原、HBeAg，是乙肝病毒的一種病毒蛋白，為病毒複製活躍程度的指標。如果患者身上检测出乙型肝炎e抗原阳性，則较为可能傳播乙肝病毒（如“大三阳”）。

## 結構
乙型肝炎e抗原（HBeAg）位於B型肝炎病毒的封套及衣殼之間。HBeAg及乙肝核心抗原位於同一個信息框中。

## 功能
目前有關 HBeAg 的功能尚未完全明朗，有研究顯示其可以下調TLR2的表現。

## 临床
临床上，乙肝患者的血液检测中：e抗原阳性、e抗体阴性被称为“大三阳”，传染性较强，乙肝病毒在体内复制能力较强；e抗原阴性、e抗体阳性被称为“小三阳”，传染性较弱，乙肝病毒在体内复制能力较弱。
- 急性乙肝患者（感染时间不到6个月）恢复过程中，e抗原浓度逐渐下降直至在血清中检测不到，而与此同时e抗体水平逐渐升高，并可能在随后几年内都能检测到[2]。
- 慢性乙肝患者（感染时间达6个月或以上，包括病毒携带者）血液检测结果，e抗原阳性表示病毒复制活跃、传染性强；相反e抗体阳性表示病毒复制不活跃、传染性低，但如果同时检测到乙肝病毒DNA，则e抗体阳性也意味着病毒复制活跃[2]。